# Обратный элемент
Обра́тный элеме́нт — термин в общей алгебре, обобщающий понятия обратного числа (для умножения) и противоположного числа (для сложения).

## Определения
Пусть {\displaystyle (M,\cdot )} — множество {\displaystyle M,} на котором определена бинарная операция, обозначаемая точкой ({\displaystyle \cdot }), с нейтральным элементом {\displaystyle e}. Пусть {\displaystyle x,y} — пара произвольных элементов множества {\displaystyle M}. Если справедливо равенство {\displaystyle x\cdot y=e,} то {\displaystyle y} называется правым обратным (или обра́тным спра́ва) к {\displaystyle x}.
Аналогичным образом, если выполнено равенство {\displaystyle y\cdot x=e,} то {\displaystyle y} называется левым обратным (обра́тным сле́ва) к {\displaystyle x.}
Элемент {\displaystyle y\in M}, являющийся обратным к {\displaystyle x} и справа, и слева, то есть такой, что
    {\displaystyle x\cdot y=y\cdot x=e,}
называется просто обратным к {\displaystyle x} и обозначается {\displaystyle x^{-1}}. Элемент, для которого существует обратный элемент, называется обратимым.

## Замечания
- Приведённое выше определение дано в мультипликативной нотации. Если используется аддитивная нотация {\displaystyle (M,+)}, то обратный элемент называется противополо́жным и обозначается {\displaystyle -x}.
- Вообще говоря, один и тот же элемент {\displaystyle x\in M} может иметь несколько обратных слева элементов и несколько обратных справа элементов, и левые не обязаны совпадать с правыми.

## Свойства
Пусть операция {\displaystyle \cdot } ассоциативна. Тогда если для элемента {\displaystyle x\in M} определены обратный слева и обратный справа элементы, то они равны и единственны.
Следствие: в моноиде у каждого элемента имеется не более одного обратного. Все обратимые элементы моноида образуют группу; эта группа не пуста, так как содержит по крайней мере нейтральный элемент.

## Примеры
| Множество                             | Бинарная операция                           | Обратный элемент                           |
| ------------------------------------- | ------------------------------------------- | ------------------------------------------ |
| Вещественные числа                    | {\displaystyle +} (сложение)                | {\displaystyle -x} (противоположное число) |
| Вещественные числа, не равные нулю    | {\displaystyle \cdot } (умножение)          | {\displaystyle 1/x} (обратное число)       |
| Функции вида {\displaystyle f:M\to M} | {\displaystyle \circ } (композиция функций) | {\displaystyle f^{-1}} (обратная функция)  |